# نهر إيلي

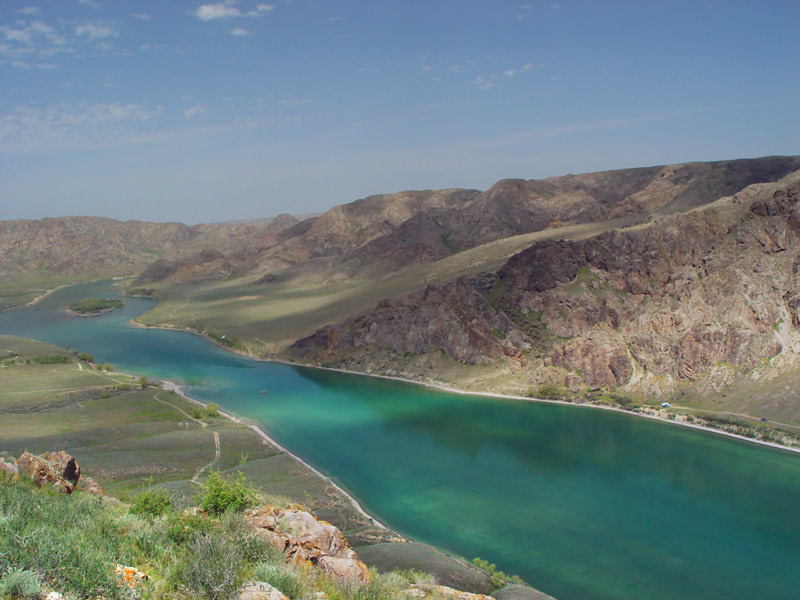
نهر إيلي.

نهر إيلي (بالأويغورية: ئىلى دەرياسى)‏، (بالكازاخية: Іле)، (بالروسية: Или)، (بالصينية: 伊犁河)، (بالمنغولية: Ил) هو نهر يقع في شمال غرب الصين وجنوب شرق كازاخستان وتحديداً في مقاطعة ألماتي.
يبلغ طوله 1439 كيلومتر، منها 815 كم منها في كازاخستان. يبدأ النهر في تيان شان الشرقية من نهري تيكيس وكونغس. كما يصرف النهر في الحوض الواقع بين تيان شان وجبال بورهورو إلى الشمال.
يصب النهر في بحيرة بالكاش، حيث يشكل دلتا كبيرة مع مناطق واسعة من الأراضي الرطبة والبحيرات والمستنقعات والغابات.